# بری-دیلماد
بری-دیلماد (به فرانسوی: Barry-d'Islemade) یک کمون (فرانسه) در فرانسه است که در Canton of Castelsarrasin-2 واقع شده‌است. بری-دیلماد ۱۱٫۳۵ کیلومتر مربع مساحت دارد ۹۰ متر بالاتر از سطح دریا واقع شده‌است.